# Heterostigma
Heterostigma is een geslacht van zakpijpen (Ascidiacea) uit de familie van de Pyuridae en de orde Stolidobranchia.

## Soorten
- Heterostigma fagei Monniot C. & Monniot F., 1961
- Heterostigma gonochorica Monniot F., 1965
- Heterostigma mediterranea Pérès, 1958
- Heterostigma melitensis Monniot F. & Monniot C., 1976
- Heterostigma reptans Monniot C. & Monniot F., 1963
- Heterostigma separ Ärnbäck, 1924

Niet geaccepteerde soorten:
- Heterostigma gravellophila Pérès, 1955 → Cratostigma gravellophila (Pérès, 1955)
- Heterostigma singulare (Van Name, 1912) → Cratostigma singularis (Van Name, 1912)
- Heterostigma singularis (Van Name, 1912) → Cratostigma singularis (Van Name, 1912)